# Ichneumon labialis
Ichneumon labialis är en stekelart som beskrevs av Geoffroy 1785. Ichneumon labialis ingår i släktet Ichneumon och familjen brokparasitsteklar. Inga underarter finns listade i Catalogue of Life.